# Biblioteka Uniwersytecka w Bratysławie
Biblioteka Uniwersytecka w Bratysławie (słow. Univerzitná knižnica v Bratislave) – najstarsza i największa biblioteka naukowa na Słowacji. Członek International Internet Preservation Consortium.

## Historia
Biblioteka Uniwersytecka w Bratysławie jest czołową państwową instytucją kulturalną. Pełni funkcję informacyjną oraz naukowo–edukacyjną. Jest biblioteką o zasięgu ogólnokrajowym, zapewnia swobodny dostęp do wiedzy i informacji rozpowszechnianych we wszystkich mediach.
Została założona w 1919 roku (została wyodrębniona z biblioteki Węgierskiego Królewskiego Uniwersytetu Elżbietańskiego) jako biblioteka Uniwersytetu Komeńskiego w Bratysławie. Równolegle do 1954 roku służyła jako biblioteka narodowa. Już w roku powstania uzyskała prawo do egzemplarza obowiązkowego z terenu Słowacji. Od 1954 jest niezależną biblioteką naukową dostępną dla ogółu społeczeństwa. Zachowała jednak nazwę Biblioteka Uniwersytecka, ponieważ nazwa ta jest związana z jej historią, świadczy o szerokim profilu zbiorów i pochodzeniu czytelników. Pod tą nazwą biblioteka jest znana za granicą. Na przestrzeni lat stopniowo przekształciła się z klasycznej biblioteki w nowoczesną instytucję biblioteczno-informacyjną.
Biblioteka Uniwersytecka w Bratysławie ma siedzibę w 3 zabytkowych budynkach:
- w pałacu przy ulicy Michalskiej 1 mieści się dyrekcja i administracja biblioteki.
- w pałacu Leopolda de Pauli przy ulicy Ventúrská 11 mieszczą się wypożyczalnie i dział informacji naukowej. W pawilonie Liszta w ogrodzie zorganizowano letnią czytelnię i są tam organizowane imprezy kulturalne[5].
- Klasztor klarysek przy ul. Klariskiej 5 był siedzibą biblioteki od momentu powstania w 1919 roku. Obecnie mieści się w nim m.in. dział konserwacji dokumentów, badań naukowych, rękopisów, starych i rzadkich druków, biblioteka NATO i Centrum UNESCO.

## Zbiory
W 2015 roku zbiory biblioteki liczyły ponad 2 700 000 woluminów. W jej zbiorach znajdują się również dokumenty takich organizacji i jednostek jak: ONZ i UNESCO. Biblioteka gromadzi również dysertacje słowackie i zagraniczne, rękopisy, czasopisma oraz publikacje z XV i XVI wieku. Tworzy ogólnokrajowy rejestr literatury zagranicznej (do celów wypożyczeń międzybibliotecznych). Udziela zgody na wywóz za granicę zakupionych na terenie Słowacji dokumentów zabytkowych, historycznych. Podobne uprawnienia ma Słowacka Biblioteka Narodowa.
W zbiorach biblioteki znajduje się również kolekcja manuskryptów islamskich autorstwa Muhammada Al-Amidiego, przetłumaczonych przez Safvet-Bega Bašagicia. Zostały one w 1997 roku wpisane na listę programu UNESCO Pamięć Świata.
W budynku przy ulicy Klariskiej 5 działa biblioteka depozytowa NATO i Centrum UNESCO. Centrum UNESCO działające przy Bibliotece Uniwersyteckiej w Bratysławie jest jedynym centrum informacji i dokumentacji Organizacji Narodów Zjednoczonych do spraw Oświaty, Nauki i Kultury na Słowacji. Powstało na mocy umowy między Ministerstwem Spraw Zagranicznych a Biblioteką Uniwersytecką i zostało udostępnione publiczności 1 czerwca 1994 roku.